# 본전생각
"본전생각"은 1981년에 개봉한 대한민국의 영화이다.

## 캐스팅
- 고영수 : 고복칠 역
- 차화연 : 수미 역
- 김국현
- 마영달
- 이영
- 서정희
- 방희정
- 김성자
- 조학자
- 남포동
- 김신명
- 윤일주
- 김기범
- 라갑성
- 박종설
- 이동용
- 임해림
- 박부양
- 강철
- 박양근
- 박동룡 (특별출연)
- 민복기 (특별출연)